# Abbas El Fassi
Abbas El Fassi (Berkane, Marrocos, 18 de setembro de 1940) é um político e diplomata marroquino, que foi primeiro-ministro do Marrocos entre 2007 e 2011. Membro do Partido Istiqlal, substituiu Driss Jetou